# Acronicta pruinosa
Acronicta pruinosa är en fjärilsart som beskrevs av Moore. Acronicta pruinosa ingår i släktet Acronicta och familjen nattflyn. Inga underarter finns listade i Catalogue of Life.

## Bildgalleri

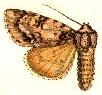
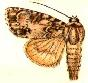